# Ubume

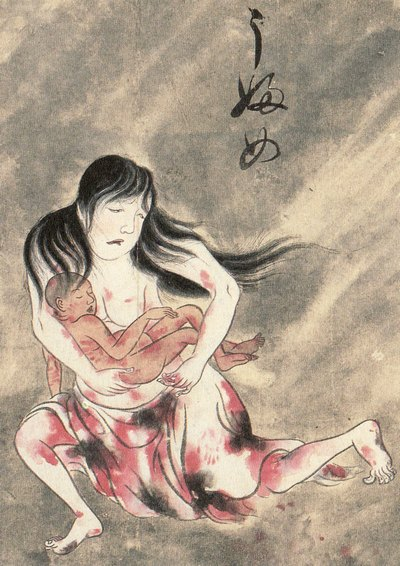
Representación de una ubume por Sawaki Suushi, 1737.

Las ubume (産女?), son un tipo de yōkai o fantasmas japoneses, concretamente los espíritus de mujeres que fallecieron durante el parto, o que lo hicieron dejando desvalidos a sus hijos ya nacidos. 
Se trata de un tema sensible, y tratado en multitud de historias y leyendas. Su apariencia es la más común de un yūrei, es decir, ropajes blancos y cabello largo y enmarañado. En algunas historias, compran dulces y comida a sus hijos vivos, con monedas que pasan a convertirse en hojas secas.

## Imágenes

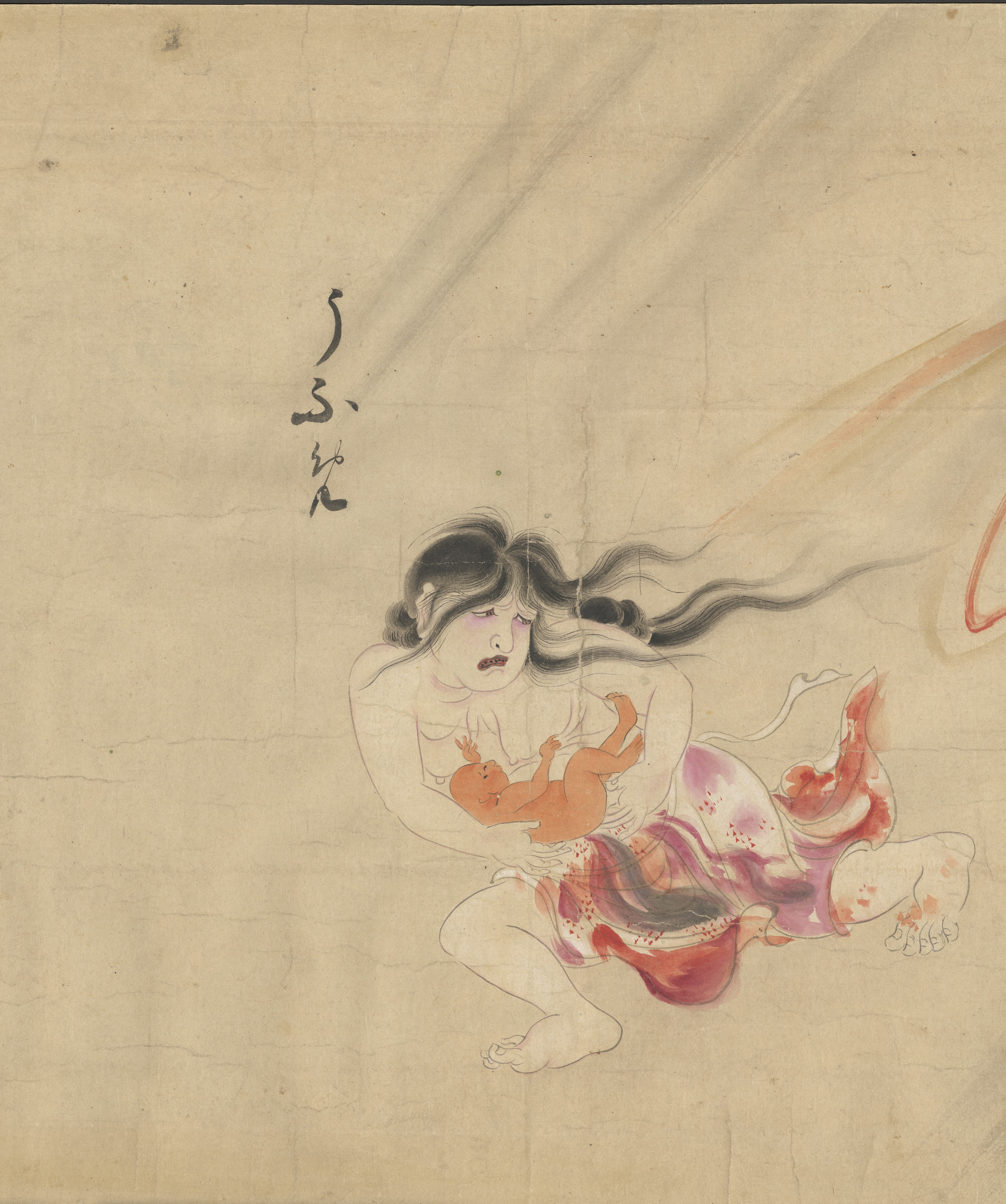
Ubume うふめ, ilustración en el Bakemono no e (化物之繪, de 1700).
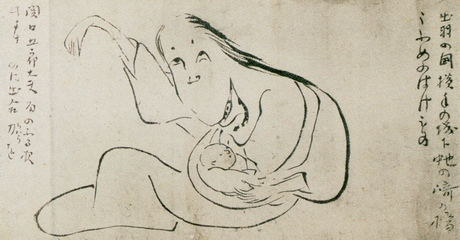
Dibujo de una ubume, manuscrito de hacia 1754.
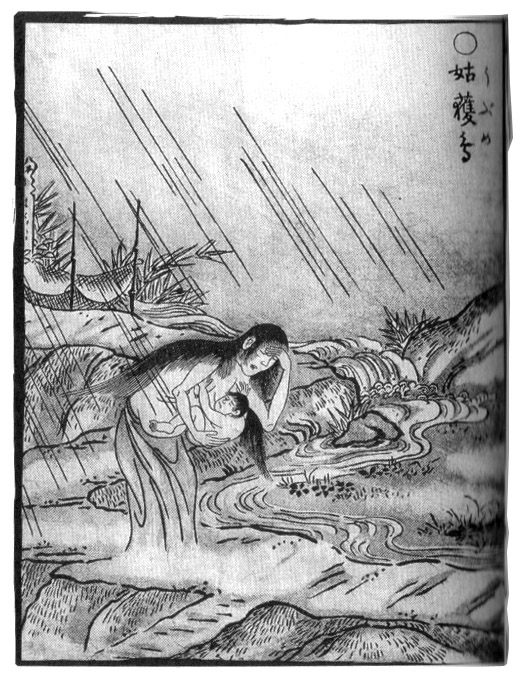
Una ubume, de pie en la lluvia, ilustración hacia 1781.